# Abercrombie Crests
Die Abercrombie Crests sind ein Verbund felsiger Berggipfel mit einer Höhe von 1259 m im nördlichen Abschnitt der Darley Hills in den Churchill Mountains. Sie befinden sich etwa 14 km südsüdöstlich des Mount Deleon.
Das Advisory Committee on Antarctic Names benannte sie nach Thomas James Abercrombie (1930–2006), Auslandskorrespondent beim National Geographic Magazine zwischen 1957 und 1990, der von 1957 bis 1958 für Antarktika zuständig war.